# 設楽岩久
設楽 岩久（したら いわひさ、1934年10月13日 - ）は日本の大蔵官僚。元東北財務局長。埼玉県富士見市西みずほ台1丁目在住。

## 来歴
埼玉県出身。埼玉県立秩父農業高等学校卒業。1955年2月 秩父税務署入署。1966年7月より大蔵省主計局で勤務する。1985年4月 主計局総務課予算会計事務管理室長。1986年6月 主計局総務課主計監査官。1987年7月 主計局主計官（総務課：予算総括担当）。1989年6月 主計局司計課長兼会計センター次長兼会計センター研修部長。1992年6月 東北財務局長。1993年6月 退官。同年7月 水資源開発公団理事。

## 略歴
- 1955年2月：秩父税務署入署[2]。
- 1964年7月：国税庁長官官房会計課。
- 1966年7月：大蔵省主計局司計課。
- 1972年7月：主計局専売・電子電話係長[3]。
- 1974年7月：主計局郵政・電子電話係長[4]。
- 1975年7月：主計局主計官補佐（郵政、電信電話係担当）。
- 1977年7月：主計局主計官補佐（建設第一、二係担当）。
- 1978年7月：主計局総務課長補佐（予算総括担当）[5]。
- 1980年7月：日本道路公団経理部経理課長。
- 1982年7月：主計局主計官補佐（公共事業第三係主査）。
- 1984年7月：主計局主計官補佐（大蔵第一係主査）。
- 1985年4月：主計局総務課予算会計事務管理室長。
- 1986年6月：主計局総務課主計監査官。
- 1987年7月：主計局主計官（総務課：予算総括担当）。
- 1989年6月：主計局司計課長 兼 会計センター次長 兼 会計センター研修部長。
- 1992年6月：東北財務局長。
- 1993年6月：退官。